# Lorenzo Brino
Lorenzo Brino, Lorenzo Nathanel Brino, född 21 september 1998 i Woodland Hills, Kalifornien, död 9 mars 2020 i en trafikolycka, var en amerikansk skådespelare. Han spelade Sam Camden i TV-serien Sjunde himlen.
Lorenzo Brino var fyrling.